# 1987年ウィンブルドン選手権
1987年 ウィンブルドン選手権（1987ねんウィンブルドンせんしゅけん、The Championships, Wimbledon 1987）は、イギリス・ロンドン郊外にある「オールイングランド・ローンテニス・アンド・クローケー・クラブ」にて、1987年6月22日から7月5日にかけて開催された。

## シード選手

### 男子シングルス
1. ボリス・ベッカー　（2回戦）
2. イワン・レンドル　（準優勝）
3. マッツ・ビランデル　（ベスト8）
4. ステファン・エドベリ　（ベスト4）
5. ミロスラフ・メチージュ　（3回戦）
6. ヤニック・ノア　（2回戦）
7. ジミー・コナーズ　（ベスト4）
8. アンドレス・ゴメス　（4回戦）
9. アンリ・ルコント　（ベスト8）
10. ティム・メイヨット　（3回戦）
11. パット・キャッシュ　（初優勝）
12. ブラッド・ギルバート　（3回戦）
13. ヨアキム・ニーストロム　（3回戦）
14. エミリオ・サンチェス　（4回戦）
15. デビッド・ペイト　（2回戦）
16. ケビン・カレン　（2回戦）

### 女子シングルス
1. マルチナ・ナブラチロワ　（優勝、大会6連覇）
2. シュテフィ・グラフ　（準優勝）
3. クリス・エバート　（ベスト4）
4. ヘレナ・スコバ　（ベスト8）
5. パム・シュライバー　（ベスト4）
6. ガブリエラ・サバティーニ　（ベスト8）
7. マニュエラ・マレーバ　（2回戦）
8. クラウディア・コーデ＝キルシュ　（ベスト8）
9. ベッティーナ・バンジ　（3回戦）
10. ロリ・マクニール　（2回戦）
11. カタリナ・リンドクイスト　（4回戦）
12. ウェンディ・ターンブル　（2回戦）
13. バーバラ・ポッター　（2回戦）
14. カテリナ・マレーバ　（1回戦）
15. ラファエラ・レジ　（4回戦）
16. シルビア・ハニカ　（4回戦）

## 大会経過

### 男子シングルス
準々決勝
- ジミー・コナーズ vs.  スロボダン・ジボイノビッチ　7-6, 7-5, 6-3
- パット・キャッシュ vs.  マッツ・ビランデル　6-3, 7-5, 6-4
- ステファン・エドベリ vs.  アンダース・ヤリード　4-6, 6-4, 6-1, 6-3
- イワン・レンドル vs.  アンリ・ルコント　7-6, 6-3, 7-6

準決勝
- パット・キャッシュ vs.  ジミー・コナーズ　6-4, 6-4, 6-1
- イワン・レンドル vs.  ステファン・エドベリ　3-6, 6-4, 7-6, 6-4

### 女子シングルス
準々決勝
- マルチナ・ナブラチロワ vs.  ダイアン・フロムホルツ　6-2, 6-1
- クリス・エバート vs.  クラウディア・コーデ＝キルシュ　6-1, 6-3
- パム・シュライバー vs.  ヘレナ・スコバ　4-6, 7-6, 10-8
- シュテフィ・グラフ vs.  ガブリエラ・サバティーニ　4-6, 6-1, 6-1

準決勝
- マルチナ・ナブラチロワ vs.  クリス・エバート　6-2, 5-7, 6-4
- シュテフィ・グラフ vs.  パム・シュライバー　6-0, 6-2

## 決勝戦の結果
男子シングルス
- パット・キャッシュ vs.  イワン・レンドル　7-6, 6-2, 7-5

女子シングルス
- マルチナ・ナブラチロワ vs.  シュテフィ・グラフ　7-5, 6-3

男子ダブルス
- ケン・フラック＆ ロバート・セグソ vs.  エミリオ・サンチェス＆ セルヒオ・カサル　3-6, 6-7, 7-6, 6-1, 6-4

女子ダブルス
- クラウディア・コーデ＝キルシュ＆ ヘレナ・スコバ vs.  ベッツィ・ナゲルセン＆ エリザベス・スマイリー　7-5, 7-5

混合ダブルス
- ジェレミー・ベイツ＆ ジョー・デュリー vs.  ダレン・カーヒル＆ ニコル・プロビス　7-6, 6-3

## みどころ
- 女子シングルス優勝者のマルチナ・ナブラチロワが、ウィンブルドン選手権で前人未到のシングルス「6連覇」を達成した。これでナブラチロワは、1976年から1980年にかけてビョルン・ボルグが打ち立てたウィンブルドン「5連覇」の記録を上回り、女子シングルス優勝回数でもヘレン・ウィルス・ムーディの大会歴代1位記録「8勝」に並んだ。準優勝者のシュテフィ・グラフは1987年度の初黒星で、連勝記録が「45」で止まった。
- 男子シングルス優勝者のパット・キャッシュは、オーストラリアの男子テニス選手として1971年のジョン・ニューカム以来16年ぶりのウィンブルドン優勝を果たす。準優勝者のイワン・レンドルは前年に続き、2年連続で準優勝の苦杯をなめた。
- 女子シングルス3回戦で日本の岡本久美子がセンター・コートに立ち、第3シードのクリス・エバートに挑戦した。エバートが 7-5, 6-0 で岡本に完勝。井上悦子は2回戦でマルチナ・ナブラチロワに敗れた。